# Koni (chó)
Koni (tiếng Nga: Ко́ни, sinh ngày 3 tháng 1 năm 1999 - 22 tháng 2 năm 2014), tên gọi đầy đủ là Connie Paulgrave (tiếng Nga: Ко́нни По́лгрейв), cũng được biết đến tên Connie, là một con chó cái giống Labrador được sở hữu bởi Tổng thống Nga Vladimir Vladimirovich Putin. Con chó được tặng cho Putin năm 2000 bởi Bộ trưởng Quốc phòng, Đại tướng Sergey Kuzhugetovich Shoygu. Con chó này thường thấy bên cạnh Putin, bao gồm các cuộc họp, và khi ông chào đón các lãnh đạo thế giới đến thăm Nga.

## Hình ảnh

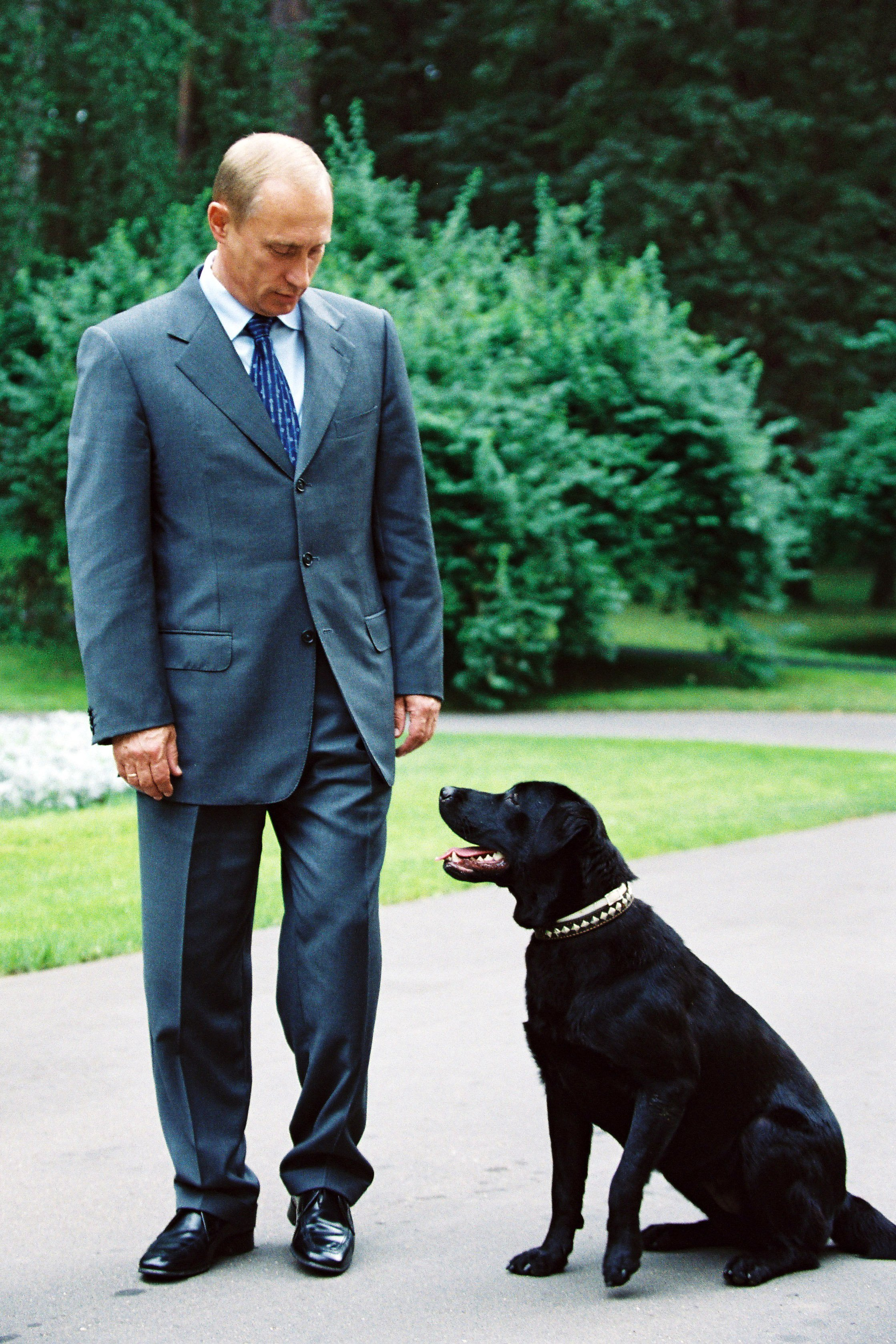
Tổng thống Nga Vladimir Putin và Koni.
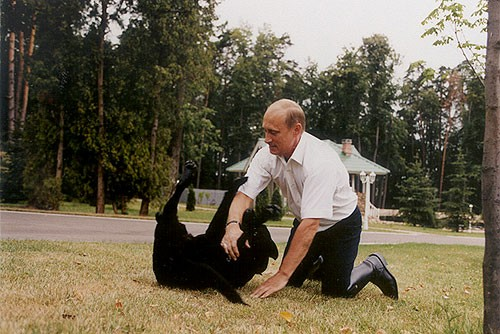
Vladimir Putin và Koni ở Novo-Ogaryovo, 2002.
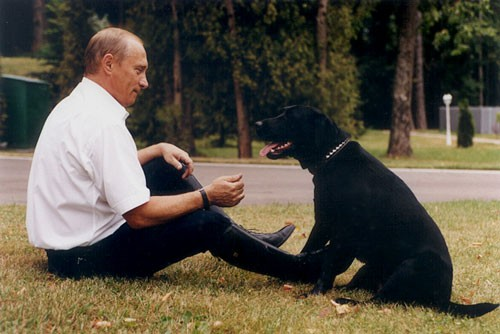
Vladimir Putin chơi với Koni ở Novo-Ogaryovo, 2002.
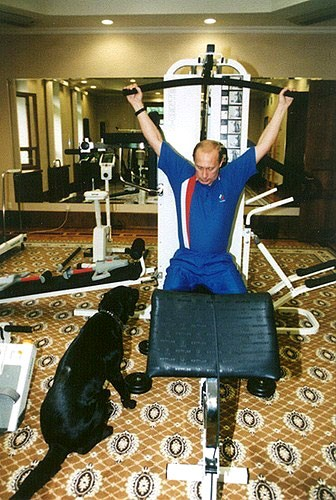
Koni xem Vladimir Putin tập thể hình, 2002.
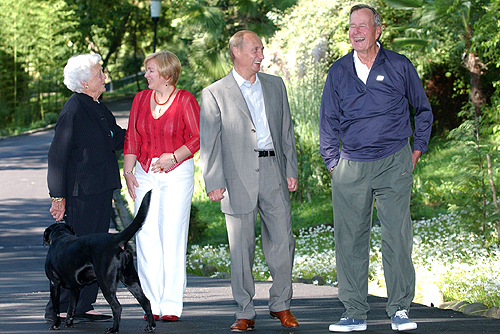
Koni, Putin và phu nhân, Lyudmila, với George H.W. Bush và phu nhân, Barbara Bush, Bocharov Ruchei, Sochi.
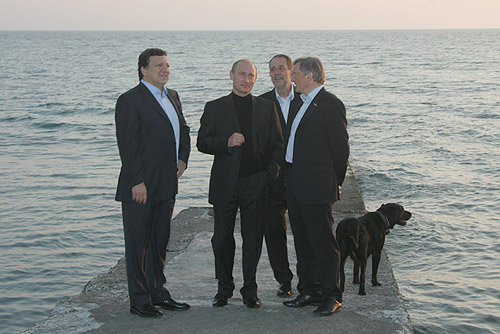
Koni, Jose Manuel Barroso (trái), Vladimir Putin, Javier Solana và Wolfgang Schuessel, Bocharov Ruchei, Sochi.
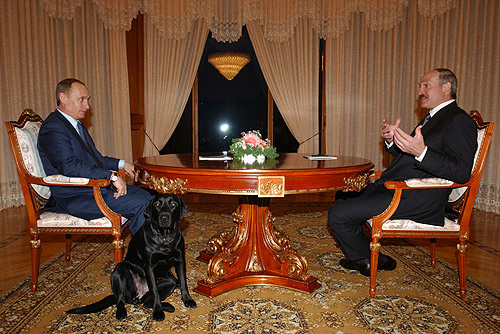
Koni ngồi cùng Vladimir Putin và Tổng thống Belarus Alexander Lukashenko ở Bocharov Ruchei, Sochi.
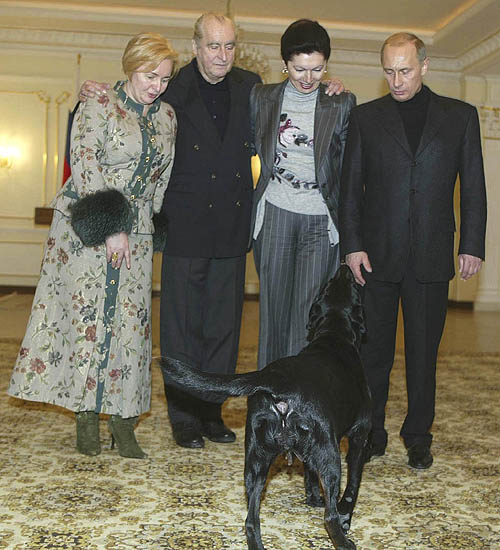
Novo-Ogaryovo. Từ trái sang phải: Lyudmila Putina, Tổng thống Áo Thomas Klestil, Margot Klestil-Loffler và Vladimir Putin với Koni.
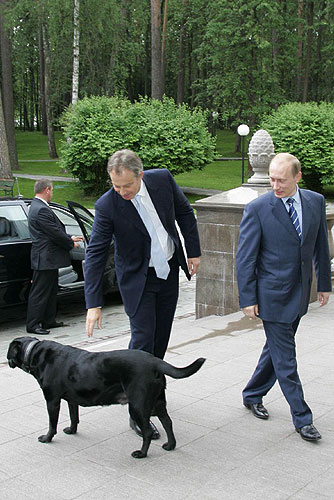
Koni mừng Thủ tướng Anh Tony Blair tại dinh Novo-Ogaryovo của Putin năm 2005.
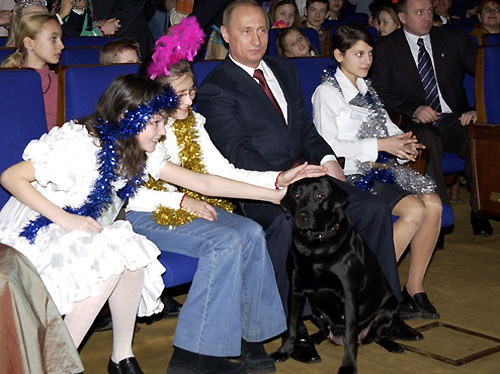
Tại tiệc năm mới 2004
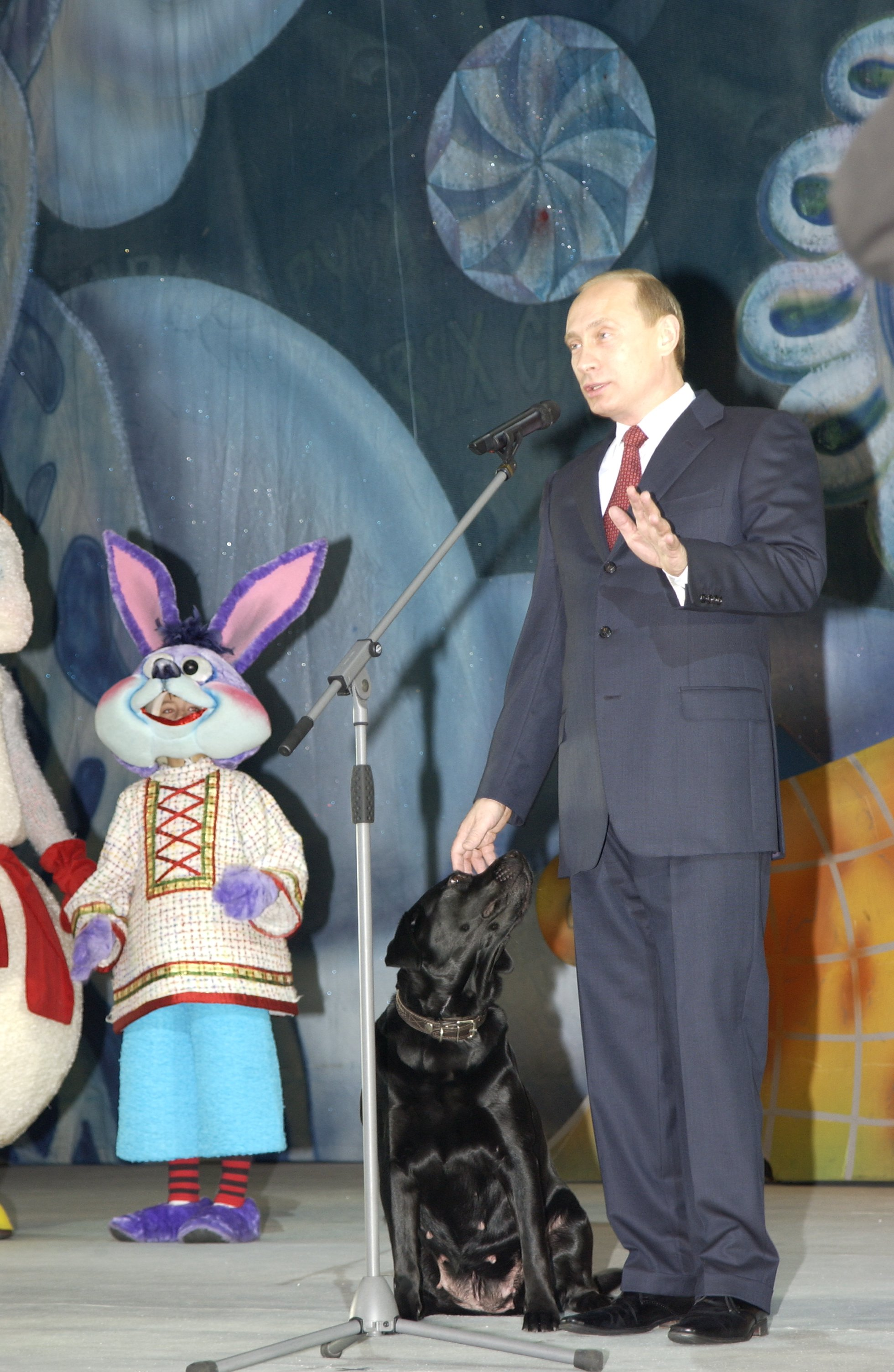
Koni với Putin tại tiệc năm mới 2004.

## Mất
Koni qua đời vào cuối năm 2014, ở tuổi 15, và điều này đã được báo chí đăng tải vào tháng 2 năm 2015.